# Декларатор
Декларатор — российский интернет-сервис по обработке антикоррупционных деклараций должностных лиц. По состоянию на 2025 год в сервисе содержится записи о более чем 1,3 миллиона публичных должностных лиц.

## История создания и развитие проекта
«Декларатор» был создан в 2011 году с целью повышения прозрачности и доступности информации о доходах и имуществе российских чиновников. Проект стал ответом на введение в России в 2008 году обязательного декларирования доходов и имущества для государственных служащих.
На начальном этапе команда проекта занималась ручным сведением данных из деклараций в электронные таблицы. Однако такой подход оказался недостаточно эффективным для обработки больших объемов информации. Это привело к решению о разработке специализированной базы данных и веб-сайта для публикации собранных сведений.
В 2013–2014 годах проект получил поддержку Комитета гражданских инициатив, благодаря чему были обработаны декларации ряда федеральных и региональных органов власти и усовершенствована техническая база «Декларатора». Существенный вклад в развитие проекта внесла проектно-учебная лаборатория антикоррупционной политики НИУ ВШЭ, студенты и стажёры которой участвовали в создании архитектуры базы данных и обработке информации.
В 2018 году был запущен программный интерфейс API, который предоставляет сторонним проектам возможность доступа к базе данных «Декларатора» и ее использования.
Ключевой фигурой и спикером проекта выступает Андрей Жвирблис. Он стоял у истоков создания базы данных и с момента запуска координирует работу команды.

## Цели и задачи проекта
Проект «Декларатор» нацелен на повышение прозрачности и общественного контроля за доходами и имуществом должностных лиц в России. Основная задача – собрать разрозненные сведения о доходах, активах и имущественных обязательствах чиновников всех уровней (от директора школы до президента) и представить их в удобном, машиночитаемом формате.
Тщательное изучения финансовых деклараций публичных должностных лиц, позволяет журналистам, активистам и гражданам выявлять потенциальные конфликты интересов, незаконное обогащение или несоответствия между задекларированными доходами и имуществом.

## Практическое применение
Издание Важные истории изучило, как государственные служащие получают недвижимость от государства, при этом многие ветераны вынуждены ожидать жилья годами. В расследовании указывается, что некоторые чиновники приобрели несколько квартир по льготным программам.
Фонд борьбы с коррупцией (ФБК) использовал данные «Декларатора» для поиска деклараций чиновников, что стало основой для ряда антикоррупционных расследований, в том числе о владении элитной недвижимостью представителями власти.
Russia Post в исследовании проанализировало, как изменился доступ к данным о доходах чиновников в России, ссылаясь на сервис «Декларатор».

## Научные исследования
Анализ деклараций государственных служащих с использованием «Декларатора» использовался в исследовании, опубликованном в American Journal of Political Science.

## Ограничения и законодательные изменения
Публичный доступ к части сведений ограничен российским законодательством. С момента принятия в 2008 году закон «О противодействии коррупции» претерпел множественные редакции, ряд из которых существенно уменьшили объём открытых данных.
- В 2022 году введён запрет на публикацию деклараций сотрудников ряда государственных ведомств в период российского вторжения на Украину[13].
- В 2023 году принят закон, разрешающий депутатам и сенаторам не публиковать декларации о доходах, а также позволяющий муниципальным депутатам при определенных условиях не предоставлять декларации[14][15].

Также Федеральная служба охраны ограничивает доступ к ряду данных о высокопоставленных лицах. Некоторые ведомства публикуют декларации в затруднённых для автоматической обработки форматах или удаляют архивные сведения, что снижает полноту и открытость информации.
В июне 2025 сайт проекта «Декларатор» был заблокирован Роскомнадзором по решению суда в связи с обращением прокуратуры о нарушении законодательства о персональных данных.